# Характеристическая подгруппа
Характеристическая подгруппа — подгруппа, инвариантная относительно всех автоморфизмов группы.

## Связанные определения
- Если образ подгруппы при действии любого эндоморфизма лежит внутри подгруппы, то подгруппа называется вполне характеристической. Ясно, что любая вполне характеристическая группа является характеристической.
- Любая группа имеет 2 характеристических подгруппы, называемых тривиальными: саму группу и единичную подгруппу. Группа, не имеющая нетривиальных характеристических подгрупп, называется элементарной.

## Примеры
- Центр группы
- Коммутант группы
- Норма группы

## Свойства
- Всякая характеристическая подгруппа является нормальной (так как сопряжение является автоморфизмом), обратное, вообще говоря, неверно. Если группа автоморфизмов группы {\displaystyle \operatorname {Aut} G} совпадает с группой внутренних автоморфизмов {\displaystyle \operatorname {Int} G,} то любая нормальная подгруппа группы является характеристической.
- Свойство «быть характеристической подгруппой» транзитивно, то есть если A характеристична (вполне характеристична) в B, а B характеристична (вполне характеристична) в C, то A характеристична (вполне характеристична) в C.
- Пересечение характеристичных (вполне характеристичных) подгрупп является характеристичной (вполне характеристичной) подгруппой.
- Подгруппа, порожденная множеством характеристичных (вполне характеристичных) подгрупп является характеристичной (вполне характеристичной) подгруппой.